# Susan Neiman
Susan Neiman (Atlanta, Geórgia, Estados Unidos, 27 de Março de 1955) é uma filósofa moral norte-americana, comentarista cultural e ensaísta. 

## Carreira
Ela escreveu extensivamente sobre a junção entre a filosofia moral do Iluminismo, a metafísica e a política, tanto para o público acadêmico quanto para o público em geral. Atualmente vive na Alemanha, onde é diretora do Einstein Forum em Potsdam.